# Nafir Morales
Nafir Morales es una política venezolana, actualmente diputada suplente de la Asamblea Nacional por el Distrito Capital.

## Carrera
Nafir fue electa como diputada suplente por la Asamblea Nacional por el circuito 1 del Distrito Capital para el periodo 2016-2021 en las elecciones parlamentarias de 2015, en representación de la Mesa de la Unidad Democrática (MUD). En 2017 se unió a la recién creada fracción parlamentaria 16 de Julio. En 2021 estuvo entre los diputados que rechazaron las elecciones regionales del mismo año debido a la falta de garantías en los comicios. Morales se encuentra entre las firmantes de la Carta de Madrid.